# 赵正修
赵正修（1955年12月—），男，汉族，四川苍溪人，中华人民共和国政治人物，曾任西藏自治区人大常委会副主任、秘书长。